# Eisothistos teri
Eisothistos teri là một loài chân đều trong họ Expanathuridae. Loài này được Kensley & Snelgrove miêu tả khoa học năm 1987.